# Grammar Nazis

Symbol Grammar Nazis

Grammar Nazis (též Grammar Natzis, Grammar Nazzis, Spelling Nazis; doslovným překladem gramatičtí nacisté) je internetová komunitní skupina uživatelů usilující o dodržování gramatiky a další jazykové kodifikace a úzu u psaného slova ve všech nejrůznějších jazycích na internetu, čímž se snaží udržet stálou kvalitu internetové komunikace. Činnost této skupiny na internetu spočívá v tom, že soustavně upozorňuje na jakékoliv jazykové nedostatky textů tak, že se snaží kontaktovat autora takového textu, upozornit ho na nedostatky v písemném projevu a požadovat po autorovi patřičnou opravu. Hnutí je častým terčem kritiky kvůli užívání verbálně agresivnější formy upozornění na chyby v písemné komunikaci, kvůli čemuž jsou někdy členové hnutí považováni za internetové trolly, kteří se úmyslně snaží vytvořit flame war. Hnutí vzniklo v anglické části internetu.

## Historie názvu hnutí
Poprvé užil slovo Nazi bez spojení s nacismem v roce 1982 americký satirik a žurnalista P. J. O'Rourke v kapitole s názvem Safety Nazis (česky doslovně Bezpečnostní nacisté) ve své knize Republican Party Reptile (1987). 18. ledna 1991 bylo poprvé na internetu použito spojení slov Grammar Nazi v diskuzi na Usenetu, kde neznámý uživatel opravoval fonologickou chybu v anglickém komentáři jiného uživatele.